# عمارة (تصنيف)
العِمَارَة أو الطائفة العليا أو فوق الصف (بالإنجليزية: superclass)‏ هي مرتبة تصنيفية تقع تحت الشعبة وفوق الطائفة، ومن أهم العمارات الموجودة نجد رباعيات الأرجل التي تنتمي إلى طائفة البرمائيات.